# Secret of Mana
Secret of Mana (聖剣伝説2, Seiken Densetsu 2) é o segundo jogo da série Seiken Densetsu lançado pela Squaresoft, publicado nos Estados Unidos com o nome Secret of Mana, é um jogo eletrônico de RPG lançado para o console Super Nintendo em 1993. Situado em um universo de alta fantasia, o jogo segue três heróis que tentam evitar um império de conquistar o mundo com o poder de uma antiga fortaleza voadora de guerra, e várias vezes são confrontados por Thanatos, um feiticeiro maligno.
Secret of Mana traz sistema de batalhas em tempo real, se diferenciando de RPGs contemporâneos da época onde o sistema baseado em turnos ganhava cada vez mais popularidade, sendo assim considerado por muitos o melhor jogo da série Mana. O jogo foi dirigido e desenhado por Koichi Ishii, programado principalmente por Nasir Gebelli e produzido pelo veterano designer da Square de Hiromichi Tanaka.

## Jogabilidade
Ao invés de usar um sistema de batalha baseado em turnos como Final Fantasy, Chrono Trigger e outros clássicos da Square, Secret of Mana apresenta batalhas em tempo real. O jogo possui um sistema de menu de comando anel único, que faz uma pausa a ação e permite que o jogador tome decisões no meio da batalha, além disso o jogador pode escolher para controlar cada um dos personagens a qualquer momento; quando um personagem é selecionado, os outros dois companheiros são controlados através de inteligência artificial.
Cada personagem possui forças e fraquezas individuais. O herói, enquanto é incapaz de usar magia, é mestre em armas e possui poder de ataque físico maior; a menina é um curandeiro, capaz de lançar magias de restauração e de apoio; e o duende possui habilidade de lançar magias ofensivas para derrotar inimigos. O trio pode descansar em cidades, onde eles podem recuperar pontos de vida ou comprar itens de restauração e equipamentos.
Localizado na parte inferior da tela há um indicador que determina a quantidade de dano causado a um inimigo ao atacar, carregar um ataque faz com que o medidor se esvazie e recarregue rapidamente, permitindo que o personagem possa atacar com força total. O grupo detém oito diferentes tipos de armas: espada, lança, arco, machado, bumerangue, luva, chicote, e dardo. Todas as armas podem ser atualizadas oito vezes, e o uso repetitivo de uma arma aumenta o seu nível de habilidade para um nível até oito e desbloqueia um novo ataque especial com cada nível. Além disso as armas são atualizadas com "Weapon Orbs", que são encontrados em dungeons ou ganhos ao derrotar certos chefes; um ferreiro, localizado na maioria das cidades, utiliza as orbs para reforjar uma arma.
A fim de aprender magia, o trio deve resgatar espíritos conhecidos como elementais. Os oito Elementais representam diferentes elementos, tais como água, terra e fogo, e cada um fornece ao jogador magias específicas. As magias tem níveis de habilidade semelhantes a armas, porém o uso de mágica custa pontos de magia para lançar. O jogo pode ser jogado simultaneamente por até três jogadores, possibilitado pelo acessório Super Multitap para o Super Nintendo. A versão do Virtual Console suporta jogos para três jogadores através de controles adicionais de GameCube ou controles clássicos.

## Enredo

### Personagens
Os três personagens principais não têm nomes na versão original de Super Nintendo, embora seus nomes aparecem no manual do lançamento japonês; o jogador pode optar por nomear os personagens que ele deseja.
O herói (ランディ, Randi) um jovem rapaz, é adotado pelo chefe da Vila de Potos depois que a mãe do garoto desaparece antes do início do jogo. Porém, quando a espada de mana é revivida pelo garoto, monstros começam a invadir sua vila por causa do poder da espada e os moradores decidem expulsar o garoto de sua vila natal.
A menina (プリム, Primm) namorada de um guerreiro chamado Dyluck, que foi encomendado pelo rei para atacar o castelo de Elinee. Irritada com as ações do rei, e pela tentativa de seu pai para organizar seu casamento com um nobre local, a garota deixa o castelo do rei para salvar Dyluck e acompanhar o herói também.
O herói e a garota conhecem a criança duende (ポポイ, Popoi) na Vila dos anões. O duende ganha a vida enganando pessoas em um show de horrores realizada por anões, ele não se lembra de nada sobre seu passado e então decide se juntar à equipe para tentar recuperar suas memórias.

### História
A história se passa em um mundo fictício, que contém uma fonte de energia etérea chamado "mana". Uma antiga civilização explorou mana para construir a "Fortaleza de Mana", um navio de guerra voador. Isto irritou os deuses do mundo, que enviaram bestas gigantes para a guerra contra a civilização. O conflito foi globalmente destrutivo e quase esgotou todos os sinais de mana no mundo, até que um guerreiro usou o poder da Espada de Mana para destruir a fortaleza. O mundo começou a se recuperar em paz. Quando o jogo se abre, um império procura oito Sementes de Mana, que quando "seladas" irá permitir que o império as utilize para restaurar novamente a Fortaleza de Mana.
No começo do jogo, um jovem acaba revivendo a sagrada Espada de Mana, porém a espada perdeu a sua força e para revigorá-la o herói precisa visitar os 8 templos de mana no mundo, e ele passa a ser acompanhado por uma garota e um duende. Ao longo de suas viagens, o trio é perseguido pelo império. O imperador e seus subordinados estão sendo manipulados por Thanatos, um feiticeiro antigo que espera criar um "novo mundo pacífico". Devido à deterioração do seu próprio corpo, Thanatos está na necessidade de um corpo adequado para possuir, então ele sequestra dois candidatos: Dyluck, e uma jovem chamada Phanna, agora escravizados; ele finalmente tenta possuir Dyluck.
O Império consegue selar todas as oito "Sementes Mana". No entanto, Thanatos trai o Imperador e seus capangas, matando-os e tomando o controle da Fortaleza de Mana para si mesmo. O trio viaja para localizar a "Árvore de Mana", o principal ponto de energia de mana no mundo. Antecipando a chegada deles, Thanatos posiciona a Fortaleza de Mana sobre a Árvore e a destrói. Os restos carbonizados da Árvore fala com os heróis, explicando que a Besta dragão de Mana será convocada em breve para combater a Fortaleza. No entanto, a Besta tem pouco controle sobre sua raiva e provavelmente destruirá o mundo também. A Árvore de Mana também revela que já foi a esposa humana de Serin, o guerreiro de Mana do passado e o pai do herói.
O trio voa para a Fortaleza de Mana e confronta Thanatos, que está se preparando para transferir sua mente para Dyluck. Com as suas últimas forças, Dyluck adverte que Thanatos vendeu sua alma para o submundo em troca da vida eterna. Dyluck se mata, forçando Thanatos a voltar para uma forma esquelética de Lich, que o trio derrota. A Besta de Mana finalmente voa e ataca a Fortaleza. O herói expressa relutância em matar a Besta, temendo que, com o dispersão de Mana no mundo o seu amigo duende desapareça. Com o incentivo do duende, o herói usa a Espada de Mana totalmente energizada pela Árvore para matar a Besta, fazendo com que ela exploda e se transforme em neve. Na conclusão do jogo, a criança duende desaparece em um plano astral, a garota é retornada para casa e o herói é visto acolhido em Potos, retornando a espada de Mana para seu lugar sob a cachoeira

## Recepção
O jogo recebeu elogios consideráveis para seus gráficos coloridos, lote expansivo, sistema de menus de comando anel único, e sistema de batalha em tempo real inovadora. Os críticos também elogiaram a trilha sonora por Hiroki Kikuta e pelas configurações personalizáveis de inteligência artificial (IA) para aliados controlados por computador. A revisão do site GameRankings listou Secret of Mana como o 13º melhor jogo do SNES. No ranking do site IGN de "Top 100 Jogos de todos os tempos" classificou o jogo no número 48 em 2005, o número 49 em 2006, e número 79 em 2007, Além de classificá-lo no 11º na lista de melhores jogos do Super Nintendo.
A partir de fevereiro de 2004, Secret of Mana tinha vendido 1,83 milhões de cópias em todo o mundo, com 1,5 milhões dessas cópias sendo vendidas no Japão e 330.000 no exterior.

## Outras versões
Em 1999, a Square anunciou que estaria relançando Secret of Mana para o console portátil da Bandai WonderSwan Color como um dos nove jogos previstos para o console. A versão original também foi relançada para o Virtual Console do Wii em 2008 e Virtual Console do Wii U em 2013. O jogo também foi lançado para telefones celulares no Japão em 2009, e uma porta reforçada do jogo foi lançado para iOS em 2010 e Android em 2014.

### Remake
Em agosto de 2017, foi anunciado um remake do jogo que incorporava gráficos 3D, no estilo chibi, para PlayStation 4, PlayStation Vita e Microsoft Windows e foi lançado em 15 de fevereiro de 2018. O remake foi desenvolvido pela Q Studios para a Square Enix.